# اسپنکینگ مشین
اسپنکینگ مشین (به انگلیسی: Spanking Machine) نخستین آلبوم استودیویی از گروهٔ موسیقی پانک راک آمریکایی بیبز این توی‌لند می‌باشد که در ۱۶ آوریل سال ۱۹۹۰ منتشر گردید.